# James Mancini
James Mancini (ur. 29 września 1984) – kanadyjski zapaśnik w stylu wolnym. Zajął 30 miejsce na mistrzostwach świata w 2010. Srebrny medalista mistrzostw panamerykańskich w 2009 i 2010 i na igrzyskach Wspólnoty Narodów w 2010 roku. Od 2013 walczy w MMA, dwie wygranie i przegrane walki. Znany jak "Boom Boom".